# Kappsta naturreservat
Kappsta naturreservat ligger på södra Lidingön i kommundelen Skärsätra i Lidingö kommun. Naturreservatet omfattar en areal om knappt 10 hektar varav  8,8 hektar land  och inrättades 1996. Markägare och förvaltare är Lidingö kommun. Inom reservatet finns en unik natur och några intressanta husgrunder, bland dem efter Wisingska villan vilken är känd som platsen där Raoul Wallenberg föddes. 

## Geografisk avgränsning
Reservatet begränsas av Lilla Värtan i sydväst, av Skärsätra båtklubb och Villa Ekbacken i nordväst, av Nysätravägen i sydost samt av Törnrosavägen i norr. Inom områdedt finns några villor vars tomter inte ingår i reservatet.

## Forntid
Högst uppe på det bergsparti, 24 meter över havet, som avskiljer dalgången vid Kappsta mot Lilla Värtan har man funnit gravlämningar från järnåldern i form av stensättningar (fornlämning RAÄ-nummer: Lidingö 5:1)

## Ett tidigare område för sommarvillor

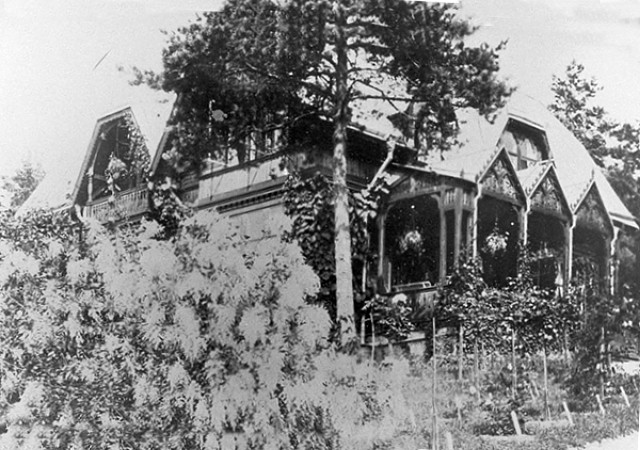
Sommarvillan Kappsta, som gav området sitt namn, cirka 1900.

Det område, som omfattar nuvarande naturreservatets västra del, köptes 1882 som sommarställe av läkaren Per Johan Wising. Han kallade det Kappsta efter sin svärfars, Edvard Otto Bendichs säteri Kappsta gård i Lids socken i Södermanland. Sommarvillan, som Wising lät bygga på Kappsta, kom även bli känd som Wisingska villan. Wisings yngsta dotter Maj gifte sig 1911 med underlöjtnanten Raoul Oscar Wallenberg. Denne avled i cancer i maj 1912 och i augusti 1912 föddes sonen Raoul på Kappsta. Familjen använde sommarstället på Kappsta till slutet av 1920-talet där Raoul Wallenberg tillbringade många somrar under sin uppväxt. Huset brann ned i augusti 1933. Idag finns bara husgrunden efter Wisingska villan kvar. 
Utöver Kappsta omfattar naturreservatet även egendomarna Fredriksberg och Solbacken belägna på reservatets östra del. De bebyggdes ungefär samtidigt som Kappsta också med sommarvillor. Villa Fredriksberg byggdes 1883 för den norskfödde grosshandlaren David Dietrichsson och Villa Solbacken förvärvades 1883 av slottsarkitekten Ernst Jacobsson som själv ritade villan med en parkliknade trädgård.
År 1986 förvärvade Lidingö stad marken efter Kappsta, Fredriksberg och Solbacken (exklusive själva villatomterna). Genom den unika naturen och Raoul Wallenbergs koppling till platsen ville kommunen förhindra bebyggelse. Man valde samtidigt, med hänsyn till den sällsynta floran och det rika fågellivet i området, att köpa in omkringliggande marken och klassa det hela som naturreservat.
Nära husgrunden efter Wisingska villan och fortfarande inom Kappsta naturreservat finns ytterliga en intressant husgrund. Den hör till Villa Nidaros som var Trondheims officiella utställningspaviljong vid Stockholmsutställningen 1897. Efter utställningens slut fraktades huset till Kappstaområdet och blev sommarnöje åt Fredriksberg. Nidaros brann ner efter ett blixtnedslag i juli 1960.
Ett minnesmärke, Attachéväska R.W., över Raoul Wallenberg, formgivet av skulptörerna Ulla Kraitz och Gustav Kraitz, i form av Raoul Wallenbergs portfölj i brons finns sedan år 2002 uppsatt på husgrunden till Per Johan Wisings tidigare sommarhus.

## Natur
I den relativt kraftigt kuperade terrängen med närheten till havet finns flera olika naturtyper representerade såsom hällmarkstallskog, blåbärsgranskog, ädellövlund, klipp- och vasstrand samt hävdad mark i form av mer eller mindre igenväxta trädgårdar från tiden sent 1800-talet till tidigt 1900-tal.
I området växer flera förvildade parkväxter som härrör från sommarvillorna men egentligen hör hemma i Syd- och Mellaneuropa, bland dem blårapunkel (Phyteuma nigra), parksmörblomma och vitfryle och två världsunika skogfibblor samt ett antal sällsynta lundväxter. Genom läget mot söder och bergsryggen mot norr med en högsta punkt på 24 meter över havsnivån, blir det en märkbart högre medeltemperatur i området som tar emot mer solenergi, vilket betyder en tidigare vår och förlängd sommarsäsong vid en jämförelse med landpartier på ett flackt område inne på ön. Området har också ett rikt fågelliv med flera häckande arter, bland annat knölsvan, storskrake och spillkråka. Den goda tillgången på förmultnande ved ger en varierande insektsfauna och det finns många ovanliga arter av skalbaggar och sniglar.
En utredning från 1994 redovisade att Kappsats vegetation utgörs av drygt 400 arter där ett tiotal är mycket sällsynta och ett flertal bedöms vara sällsynta. Att det finns så många arter på så begränsad yta gör reservatet unikt. Redan på 1930-talet konstaterades den unika botaniska mångfalden som sedan dess dokumenterades och är fortfarande föremål för forskning och studier.

## Syfte
Reservatets syfte är bland annat att bevara områdets natur- och kulturmiljö med dess skyddsvärda och specifika växt- och djurliv samt rester efter tidigare bebyggelse. Området skall även vara tillgängligt för friluftslivet.

## Bilder

Rester efter sommarvillor
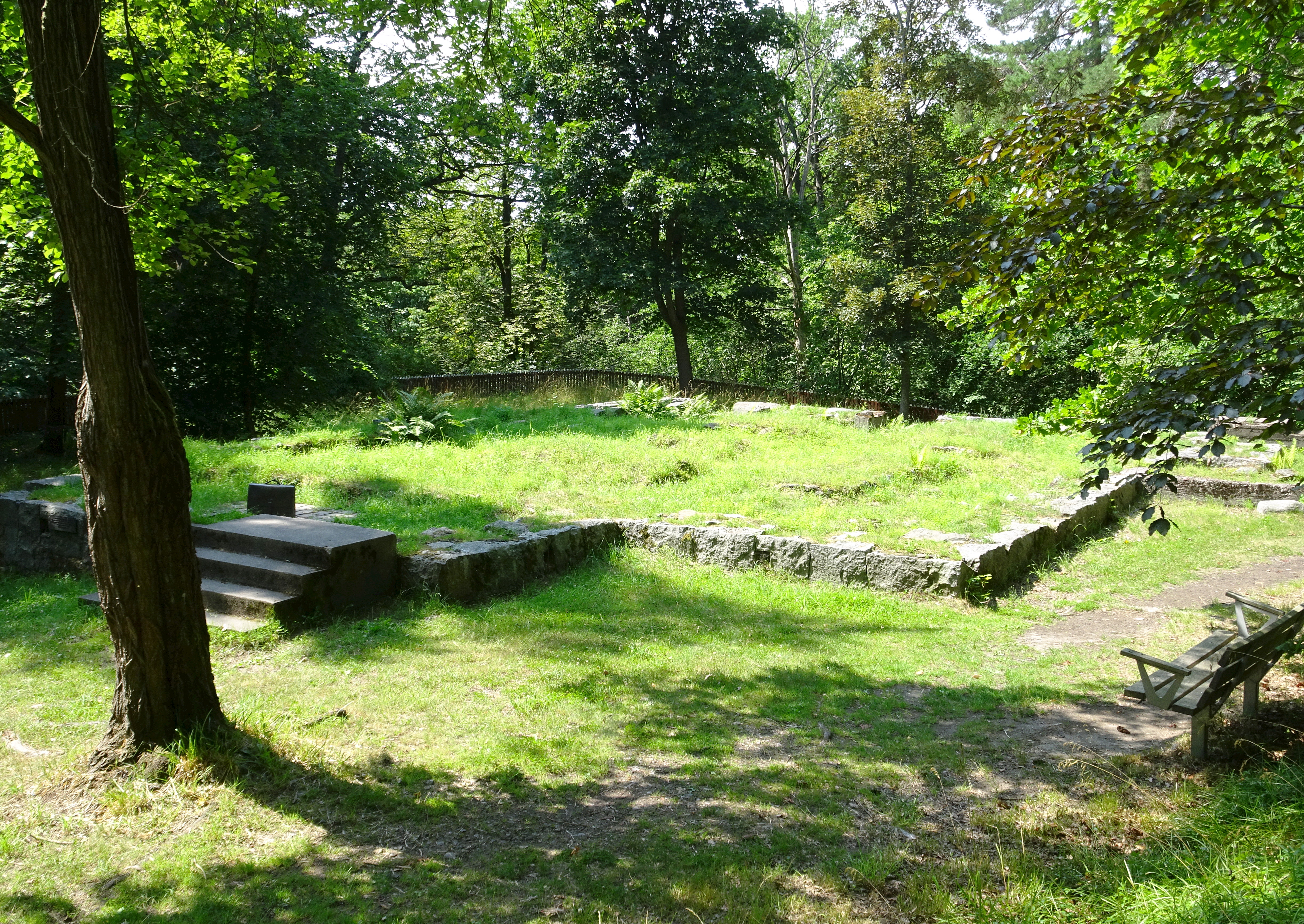
Grunden efter Wisingska villan.
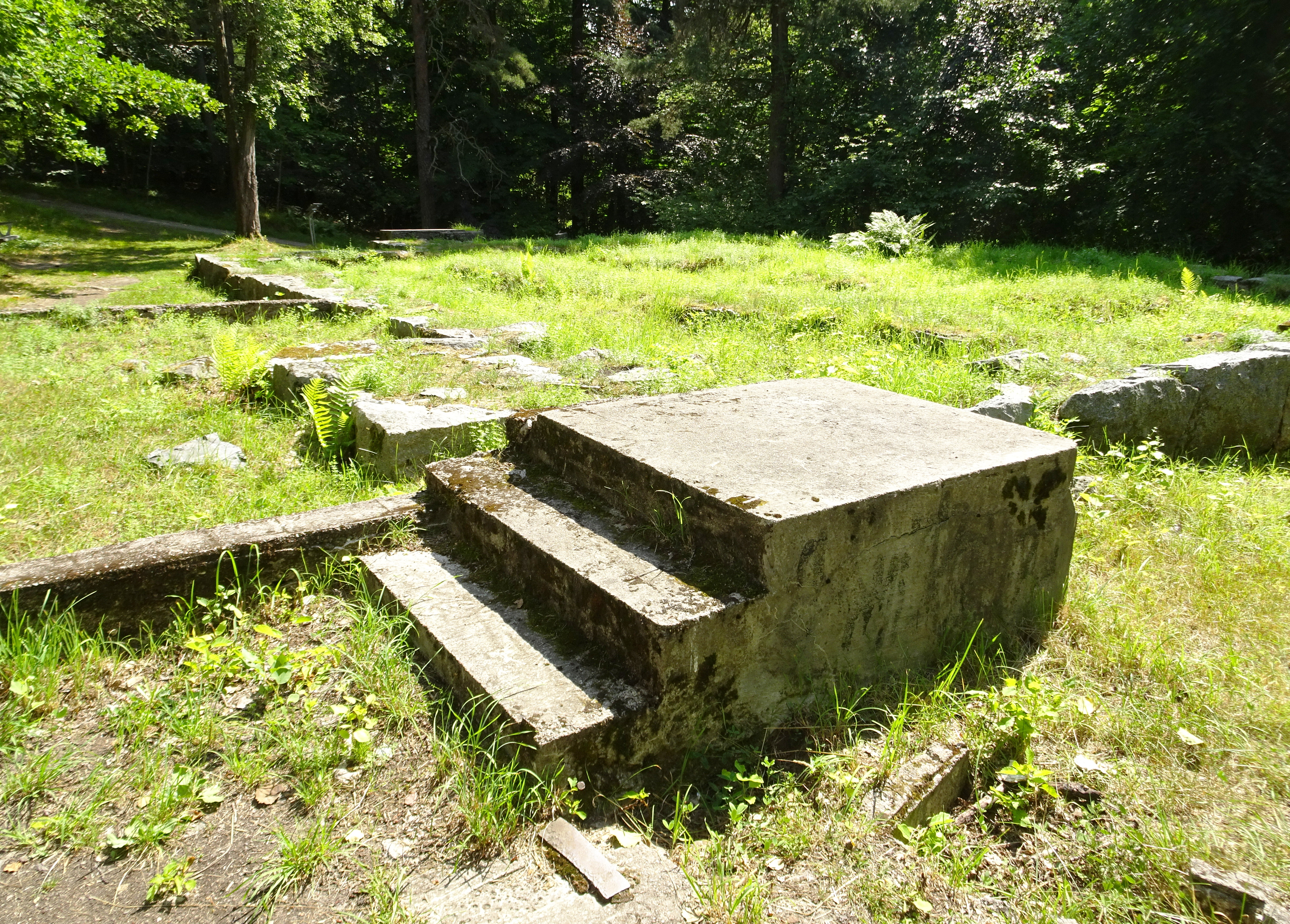
Grunden efter Wisingska villan.
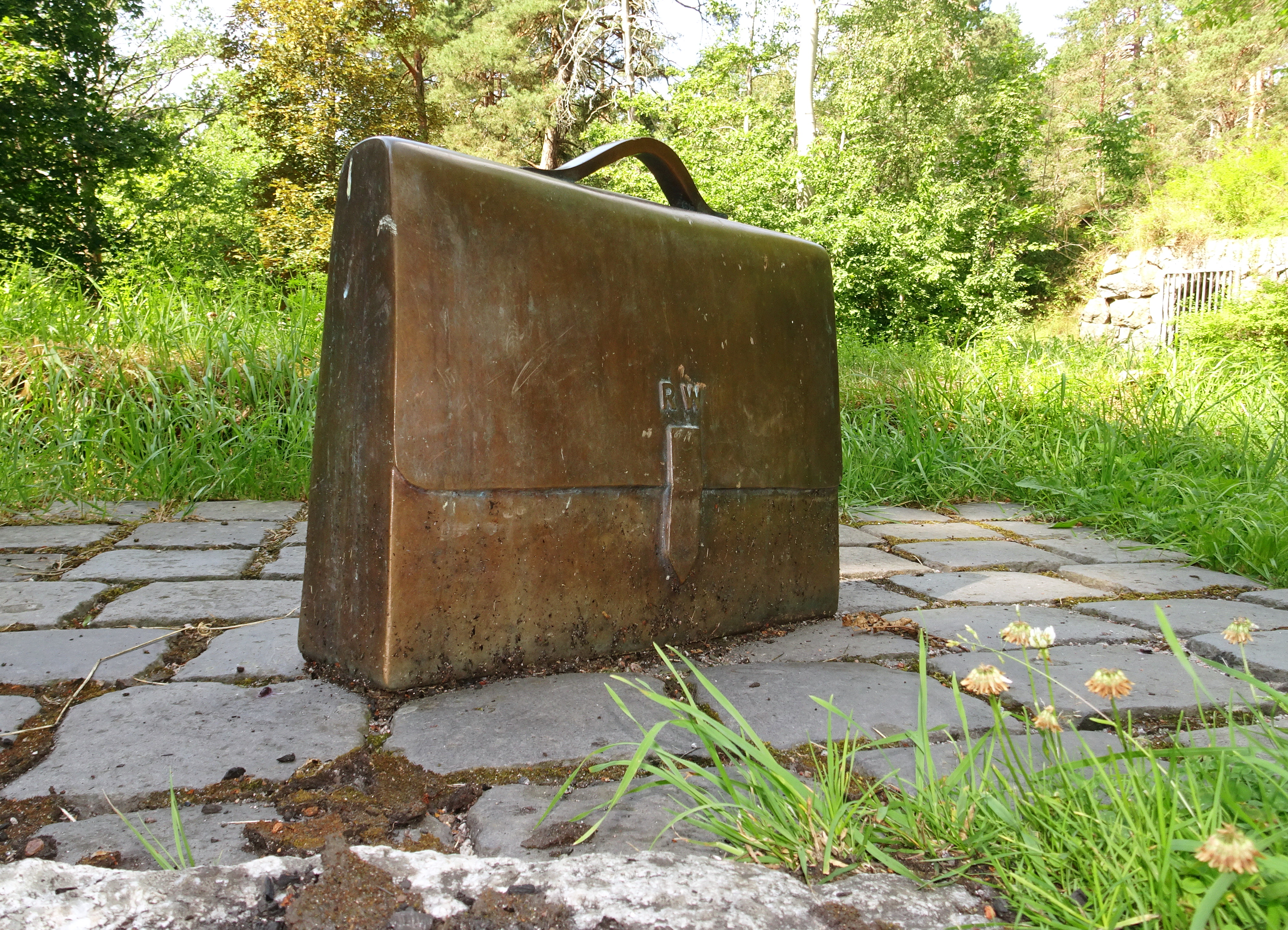
Attachéväska R.W.
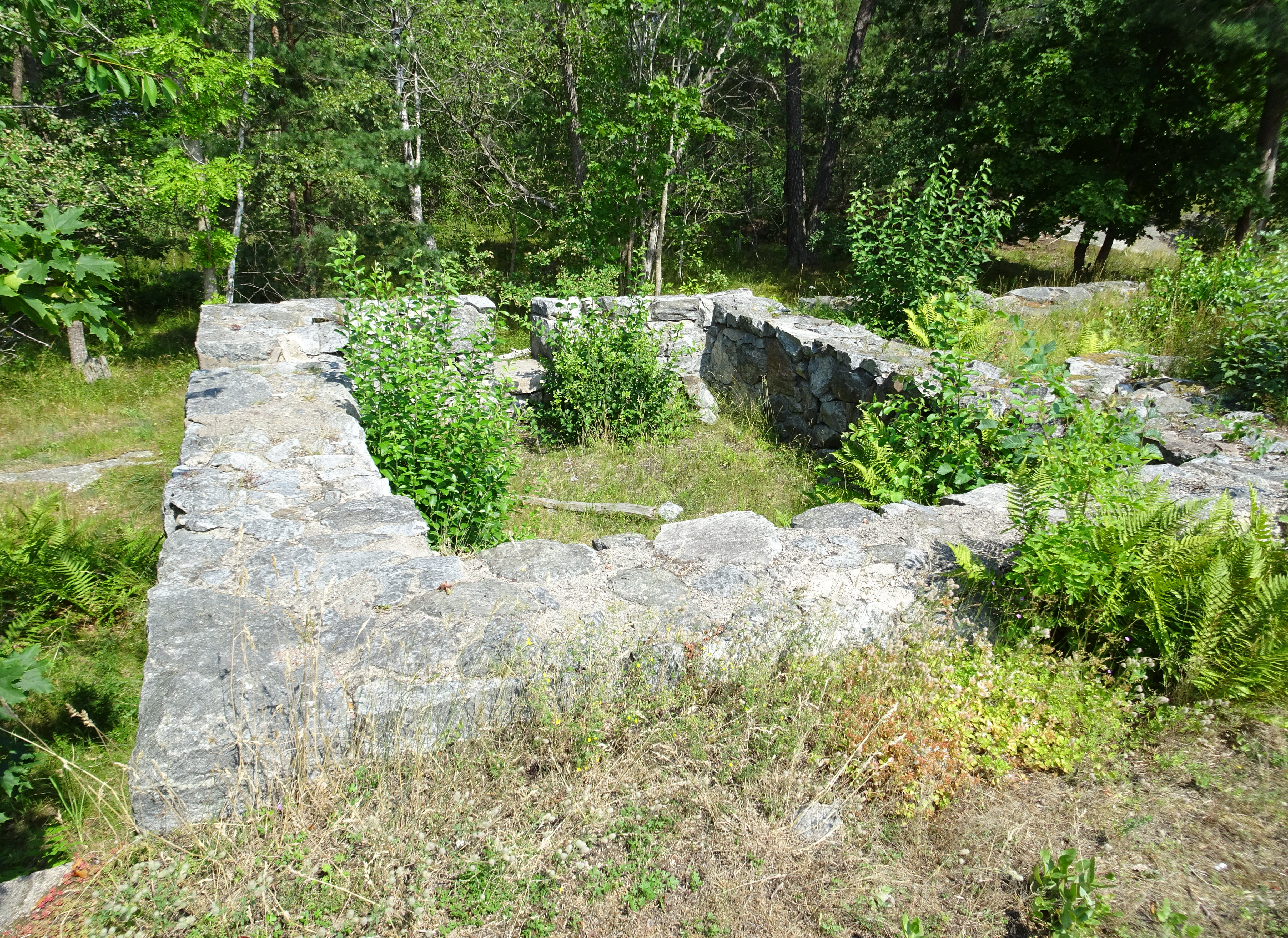
Grunden efter Villa Nidaros
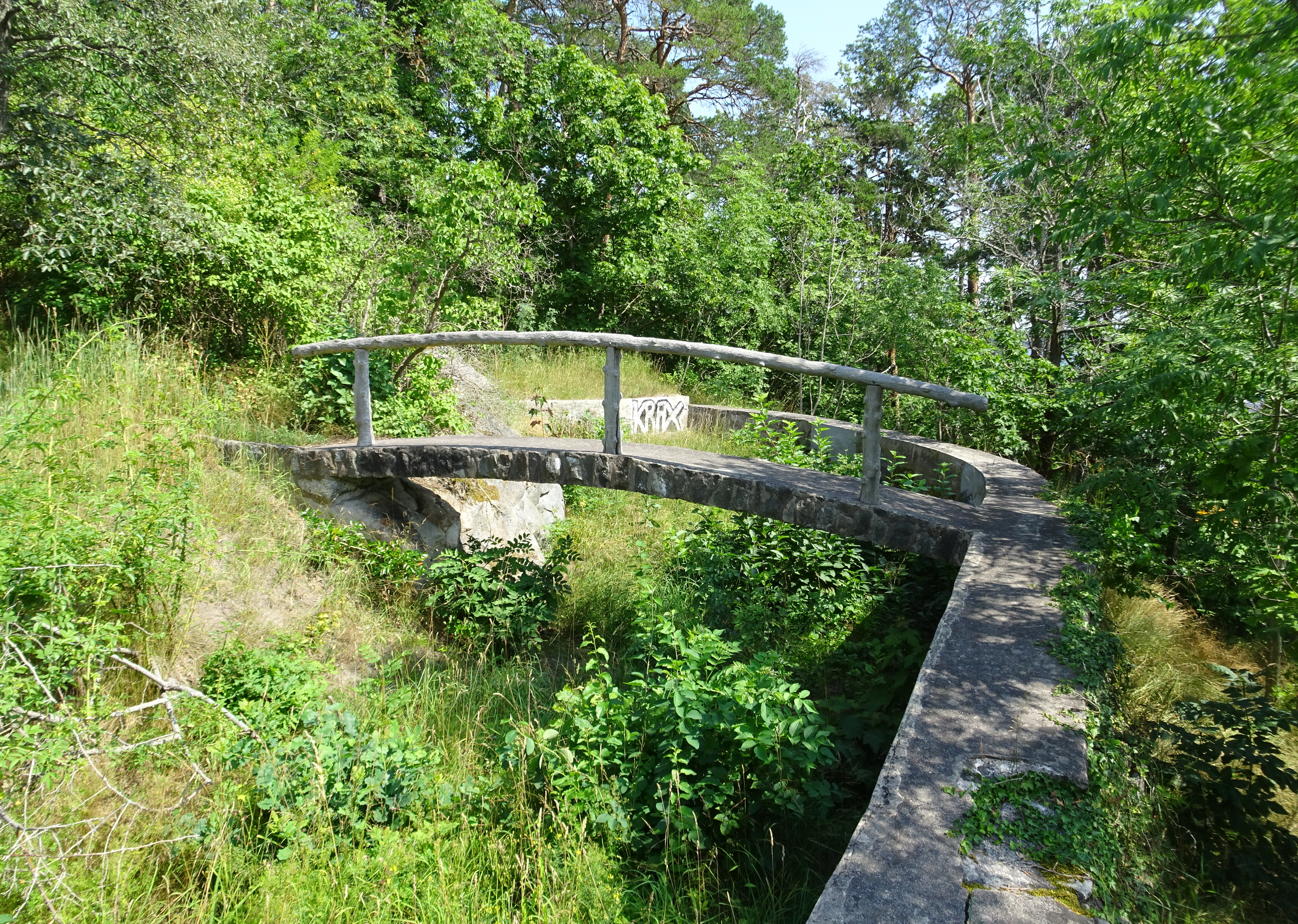
Trädgård vid Villa Nidaros.

Naturen
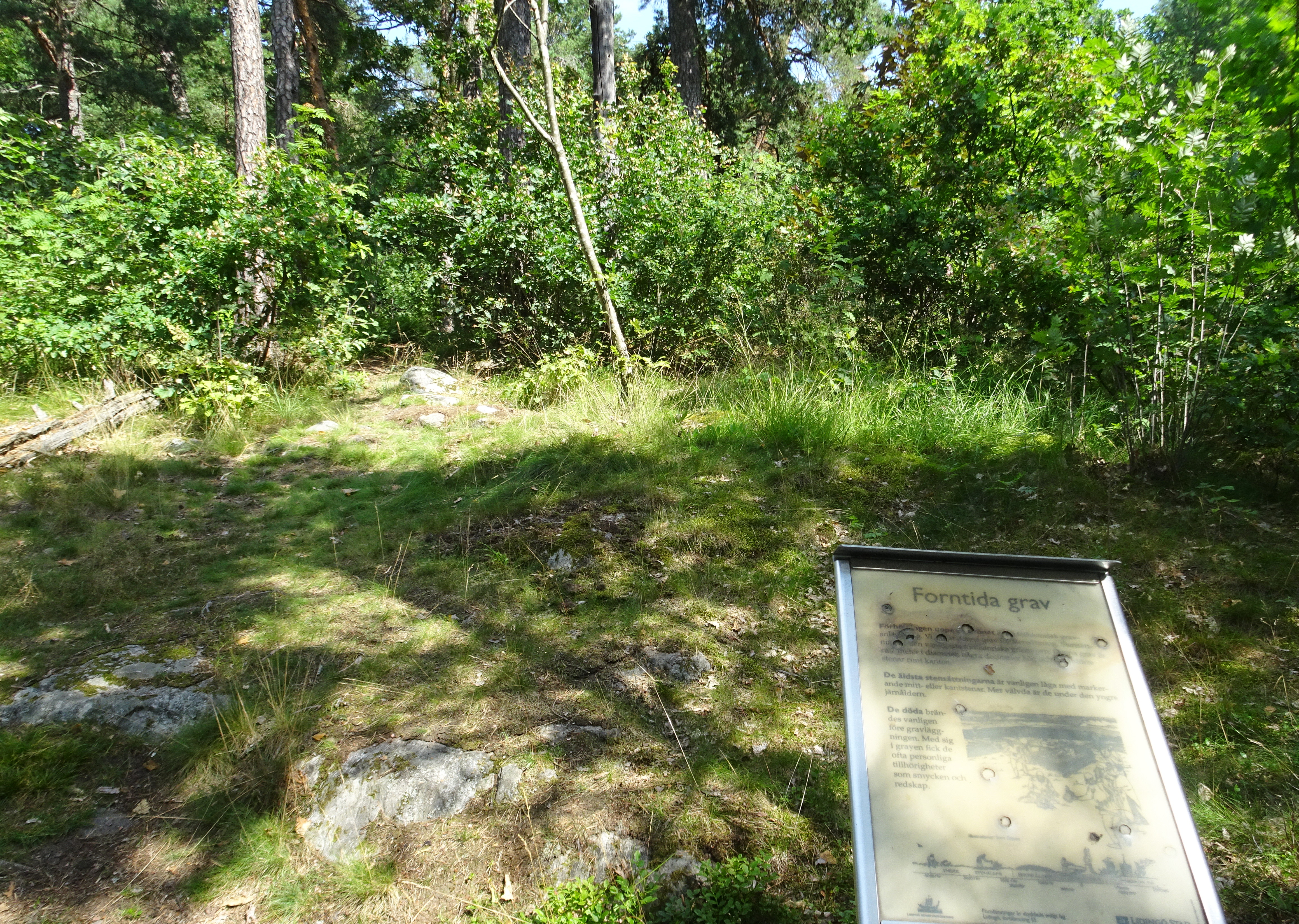
Fornlämninge Lidingö 5:1.
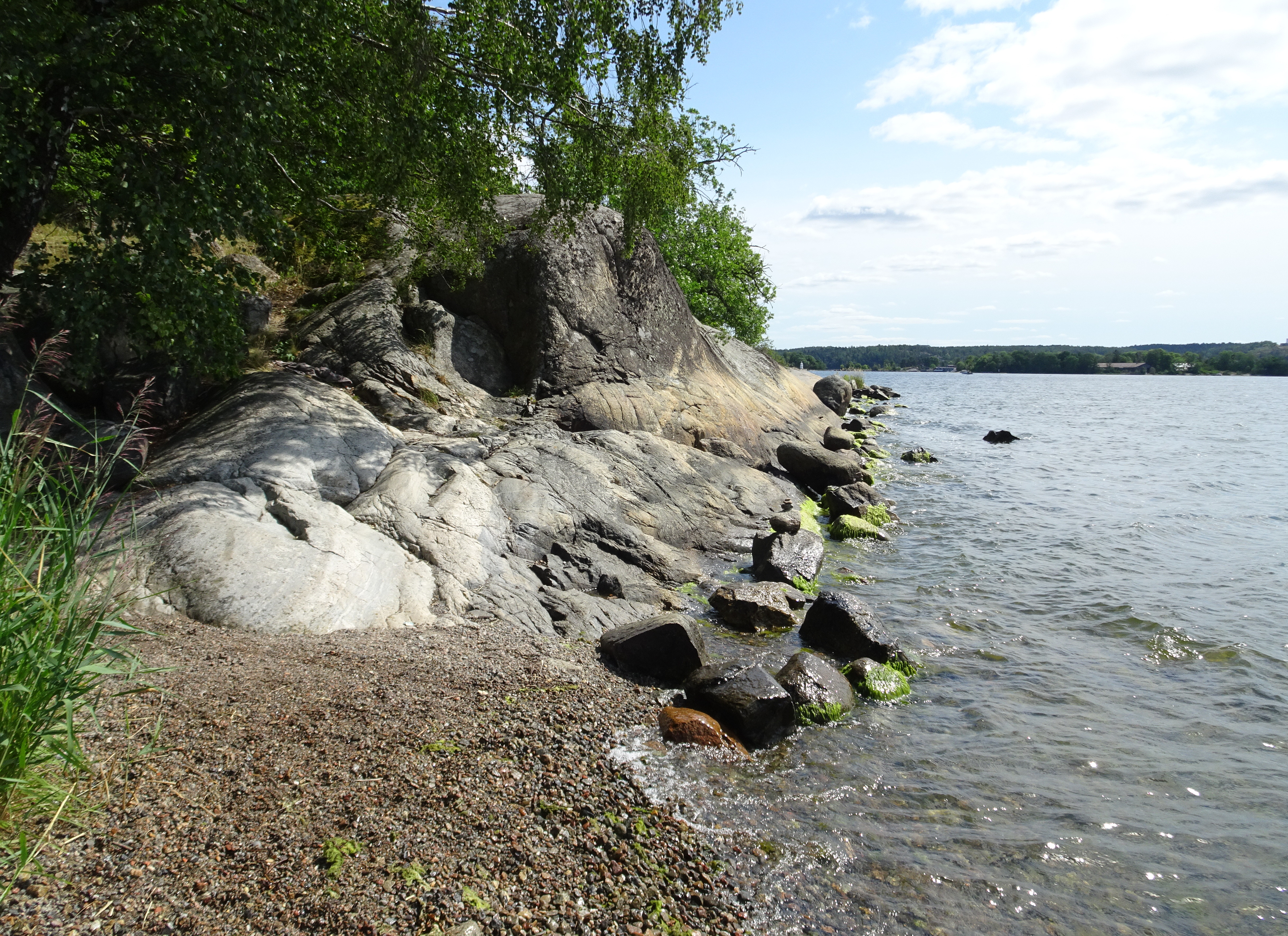
Strandparti mot Lilla Värtan.
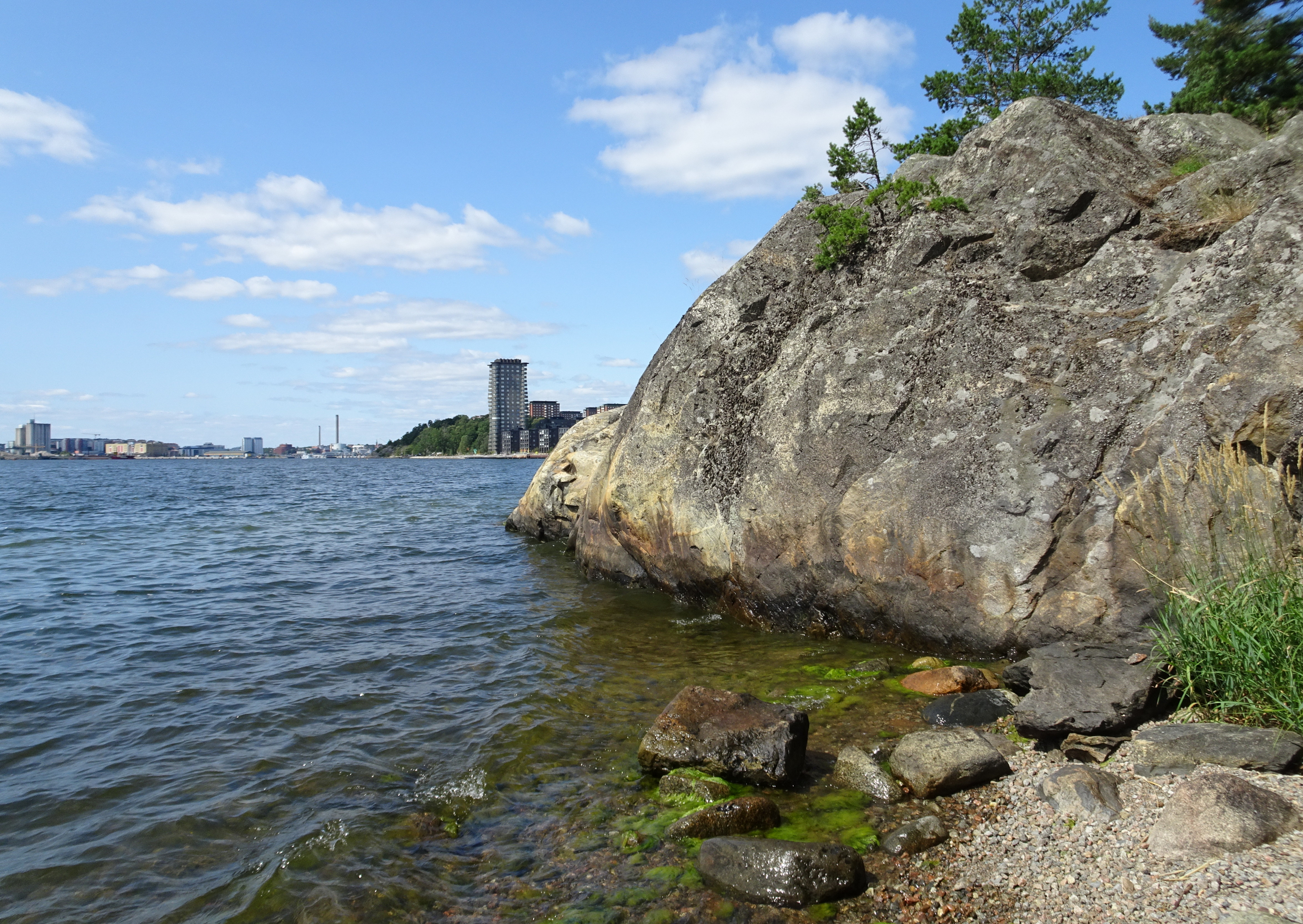
Strandparti mot Lilla Värtan.
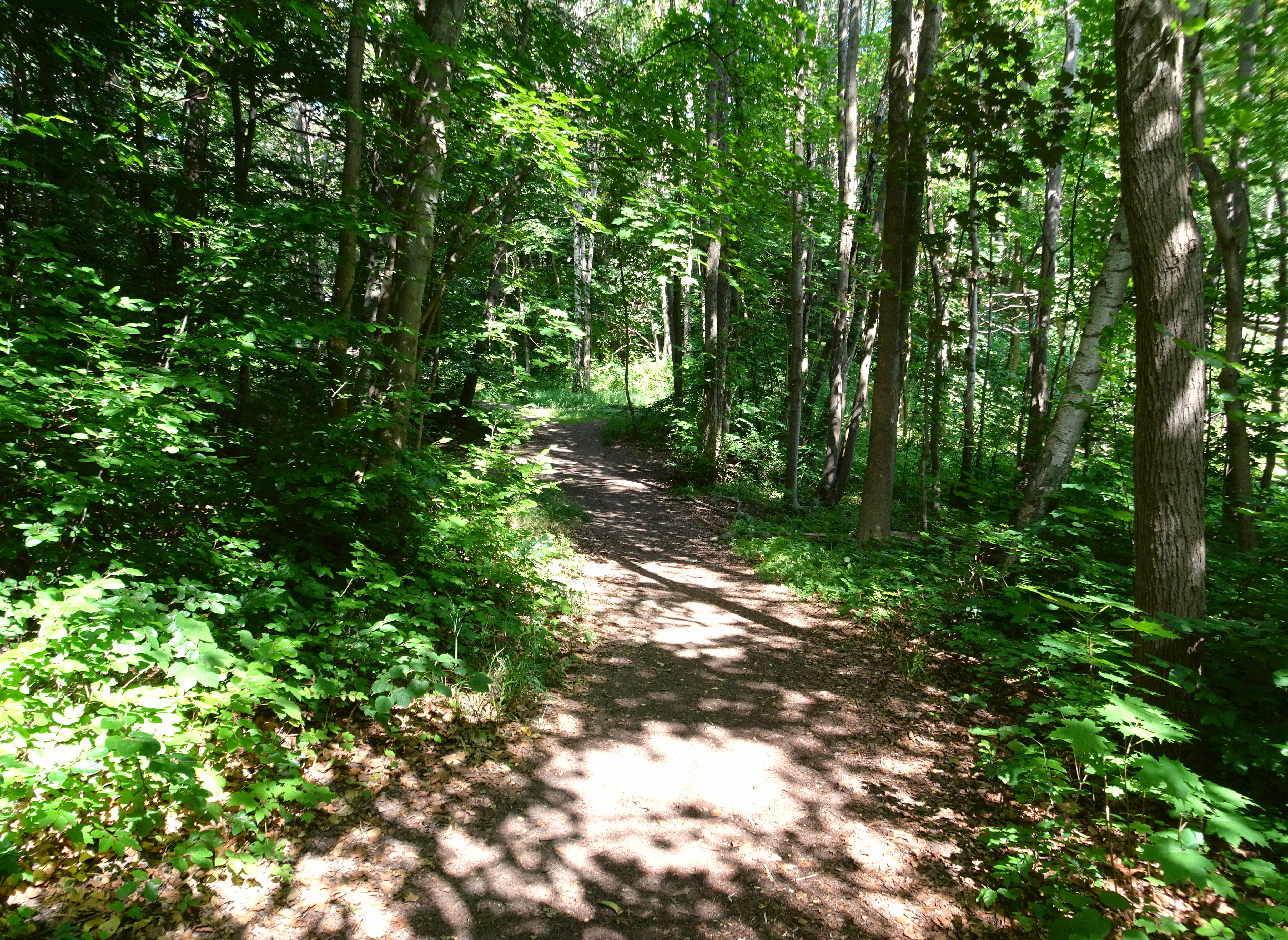
Promenadväg i reservatet.
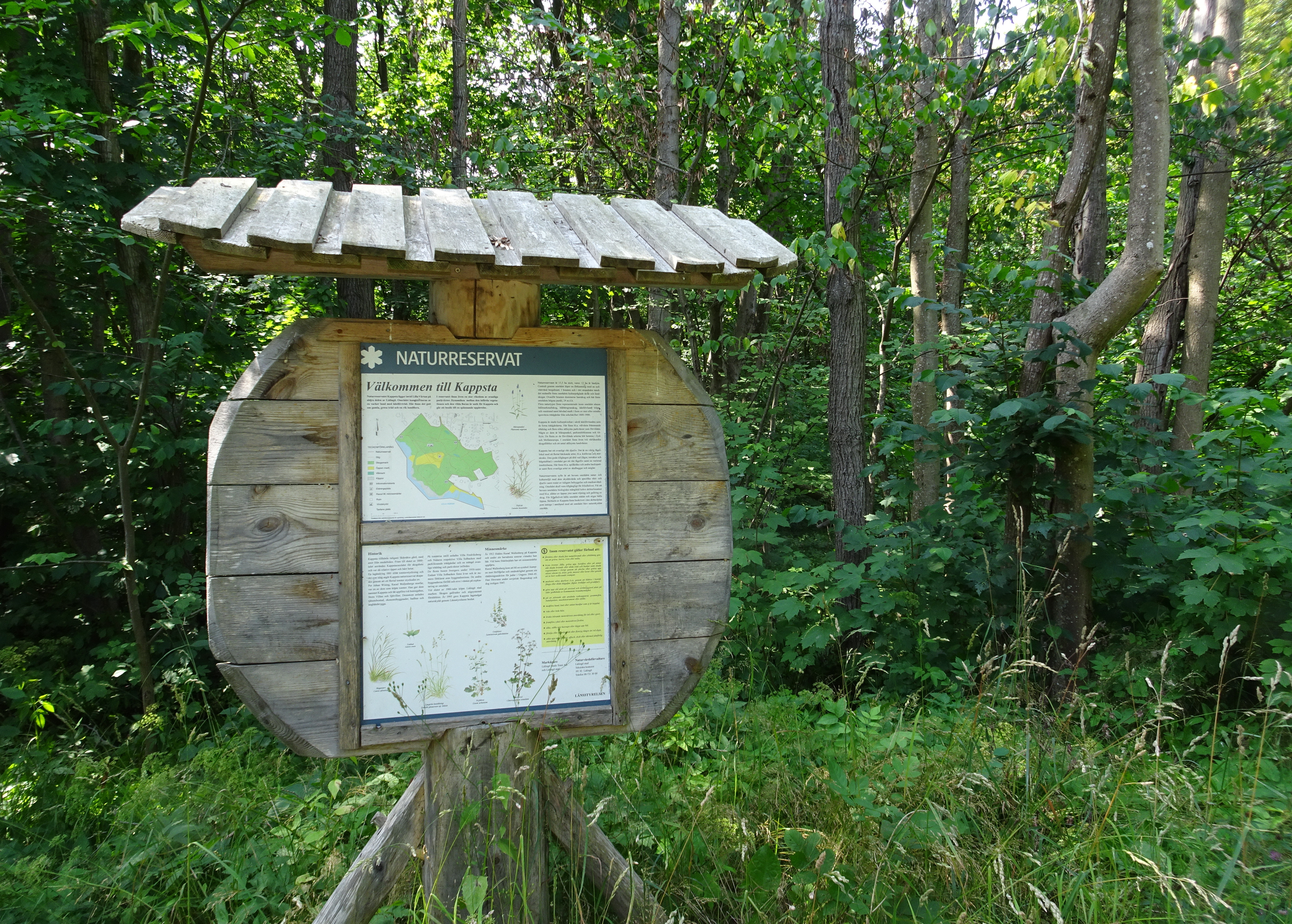
Informationstavla.